# Brière
De Brière of Grande Brière is een moerasgebied in het westen van het Franse departemant Loire-Atlantique, regio Pays de la Loire. Het ligt ten noorden van het estuarium van de Loire. De bewoners van het gebied worden in het Frans "Brièrons" genoemd.
Het gebied is een doolhof van kanalen, waterpartijen en eilanden. Door de Brière loopt de Brivet, het laatste zijriviertje van de Loire. Het gebied beslaat zo'n 490 km², waarvan 170 km² natte gronden. In het hart ervan ligt het moeras van de Grande Brière Mottière dat alleen al 70 km² bestrijkt. Het is een natuurgebied rijk aan flora en fauna. Een deel ervan valt onder het regionaal natuurpark van de Brière.
Op architecturaal vlak is de streek bekend om zijn duizenden woningen met rieten dak, de zogenaamde "chaumières". Verscheidene kleine dorpjes liggen op "eilanden" in het moeras.

## Gemeenten
De volgende gemeenten liggen in het gebied van de Brière:
| - Assérac - Besné - Crossac - Donges - Guérande | - Herbignac - La Baule-Escoublac - La Chapelle-des-Marais - La Chapelle-Launay - La Turballe | - Missillac - Montoir-de-Bretagne - Pornichet - Prinquiau - Pontchâteau | - Saint-André-des-Eaux - Saint-Joachim - Saint-Lyphard - Saint-Malo-de-Guersac - Saint-Molf | - Saint-Nazaire - Sainte-Reine-de-Bretagne - Trignac |

## Culturele verwijzingen
Verscheidene artistieke werken gaan over de Brière of spelen zich er af.
- La Brière, een stuk van componist Paul Ladmirault
- La Brière, een roman van Alphonse de Châteaubriant, waarvoor hij in 1923 de Grand prix du roman de l'Académie Française kreeg
- Les Eaux dormantes, van Boileau-Narcejac
- Brière de Brumes et de rèves, een boek van Fernand Guériff. Guériff schreef nog meerdere boeken over de streek en de steden in de Brière.
- Territoire, van Patrick Thuillier, een verzameling gedichten van de Brière